# Eșelnița
Eșelnița é uma comuna romena localizada no distrito de Mehedinți, na região de Oltênia. A comuna possui uma área de 164.02 km² e sua população era de 3091 habitantes segundo o censo de 2007.